# Odette Abadi
Odette Abadi (Paris, 24 de agosto de 1914 - 29 de julho de 1999) foi uma médica francesa e integrante da Resistência durante a Segunda Guerra Mundial. Cofundou o Réseau Marcel, que salvou mais de 500 crianças judias da morte durante o Holocausto. Presa e torturada pela Gestapo, recusou-se a divulgar os locais onde as crianças estavam escondidas. Acabou sendo enviada para dois campos de concentração. Depois que o campo de concentração de Bergen-Belsen foi libertado em 1945, Odette continuou a exercer a  medicina, com foco na tuberculose.
Em 29 de julho de 1999, Abadi morreu por suicídio. No ano seguinte, a organização Les Enfants et Amis Abadi foi criada por uma das crianças que ela salvou. Em 2008, uma praça em Paris foi nomeada "Place Moussa et Odette Abadi" como uma homenagem ao trabalho dela e de seu marido. Em 28 de outubro de 2017, a "Square Odette et Moussa Abadi" foi inaugurada em Nice em reconhecimento ao seu trabalho.

## Primeiros anos
Odette Rosenstock nasceu em Paris, em 24 de agosto de 1914, sendo a mais velhas das duas filhas de Camille e Marthe Rosenstock, que eram proprietários de fábricas de roupas. Embora nascida judia, sua família não praticava a religião judaica. Secretamente, Rosenstock estimava alguns dos princípios e do contexto judaico, mas escondia seus desejos devido ao movimento nazista na Alemanha. Preocupada com a injustiça e o crescimento do nazismo, Odette começou a participar de reuniões e debates quando adolescente. Formou-se no ensino médio em 1933 e começou a estudar medicina.

## Carreira

### Médica e inspetora
Depois de se qualificar em medicina durante a Guerra Civil Espanhola, Rosenstock foi aos Pirenéus em 1938 para resgatar e acolher republicanos espanhóis, refugiados da guerra. Ela voltou a Paris para terminar seus estudos médicos e ganhou um diploma em prevenção de higiene. Conheceu Moussa Abadi - um médico e futuro marido - em dezembro de 1939, através de um amigo em comum. Após a invasão nazista da França, seu pai fugiu para o sul. No entanto, sua mãe e irmã mais nova, Simone, foram capturadas pelos nazistas antes que pudessem se juntar a ela e enviadas ao campo de concentração de Auschwitz, onde ambas morreram.
Rosenstock foi nomeada Inspetora Médica de Seguro Social nos Centros de Evacuação para Crianças das Escolas da Cidade de Paris, depois Inspetora Médica das Escolas de Montargis, no departamento de Loiret. Permaneceu nessas funções até outubro de 1940, quando as leis antijudaicas a forçaram a deixar o emprego. Incapaz de retornar à sua posição anterior, Rosenstock foi contratada como trabalhadora temporária em dispensários judeus antes deles acabarem fechando e depois como parteira.

### Réseau Marcel
Durante esse tempo, Rosenstock permaneceu em comunicação com Abadi, que a encorajou a se juntar a ele em Nice, para onde havia fugido. Para chegar a Nice, ela atravessou o rio a nado para ir da França ocupada para a Zona Franca. No final de novembro de 1942, ela se encontrou com o refugiado Moussa Abadi em Nice, e juntos eles coletaram crianças abandonadas depois que seus pais judeus foram presos. Ela também trabalhou para o Œuvre de secours aux enfants (Sociedade para o Resgate de Crianças) com seu futuro marido. Eventualmente, usando os recursos fornecidos pelo bispo de Nice, eles co-fundaram o Réseau Marcel, que salvou 527 crianças judias entre 1943 e 1945, escondendo-as em instituições católicas. Tanto Rosenstock quanto Abadi obtiveram documentos falsos que os identificavam como cristãos - quando a polícia de Vichy começou a prender judeus. Sob o falso nome de Sylvie Delattre, Rosenstock atuou como assistente social da igreja e se aproximou de famílias protestantes, enquanto Abadi procurava conventos e escolas católicas para esconder as crianças judias. Através do boca a boca, os pais judeus aprenderam sobre o Réseau Marcel e deixaram seus filhos com o casal antes de partirem para os campos ou tentarem fugir. Usando os recursos da Igreja, Rosenstock e Abadi falsificaram certidões de batismo e deram uma nova identidade às crianças judias.

## Campos de concentração
Em 25 de abril de 1944, Rosenstock foi presa, interrogada e torturada pela Gestapo, antes de ser deportada para campos de concentração. Durante o interrogatório, recusou-se a divulgar qualquer informação, apesar da promessa de liberação. Após compreender que a prisão de Odette era um fato, Moussa caiu em profunda angústia e foi incentivado a procurar refúgio no interior. No entanto, não quis abandonar as crianças e costumava dormir sozinho na igreja.
Rosenstock foi enviada primeiro para Auschwitz-Birkenau antes de ser transferida para Bergen-Belsen, onde contraiu tifo. Enquanto estava em Auschwitz-Birkenau, ela foi nomeada médica sob a orientação de Josef Mengele, embora não possuísse muitas necessidades médicas. Nos documentos divulgados após a guerra, revelou-se um protocolo anteriormente desconhecido para combater doenças contagiosas, segundo o qual, quando os indivíduos infectados eram descobertos, todo o seu bloco era enviado ao crematório. Depois que as tropas aliadas libertaram os cativos em Bergen-Belsen em abril de 1945, Moussa Abadi recebeu uma nota em Nice que dizia: “Odette está viva”.

## Carreira e vida pós-guerra
Após seu reencontro em Nice, Rosenstock casou-se com Moussa Abadi em 1959, tornando-se Odette Abadi. Eles se casaram legalmente na prefeitura do 12º arrondissement, e mais tarde por uma cerimônia religiosa realizada pelo rabino Farhi. Pouco falaram sobre o Réseau Marcel e seu trabalho durante a guerra.
Durante e após a guerra, Abadi continuou sua profissão como médica, com foco na tuberculose, e seu marido se tornou crítico de teatro. De 1978 a 1994, trabalhou como médica em uma faculdade particular para aqueles com dificuldades auditivas chamadas Cours Morvan. Nos anos 80, recebeu a Legião de Honra e a Medalha de Prata da Academia Nacional de Medicina. Odette também escreveu um livro sobre seu tempo em campos de concentração durante a Segunda Guerra Mundial chamado Terre de Détresse, publicado em 1995.
Odette Avadi morreu por suicídio em 29 de julho de 1999, dois anos após a morte de seu marido - ocorrida em 1997. Ela deixou para trás uma nota de suicídio endereçada às crianças que havia ajudado a salvar.

## Legado
A organização Les Enfants et Amis Abadi foi criada em 4 de maio de 2000 por uma das crianças salvas pelos Abadis, Jeannette Wolgust. Seu objetivo é reunir as crianças escondidas pelo casal e preservar sua memória. Em 13 de setembro de 2008, uma praça em Paris foi nomeada "Place Moussa et Odette Abadi" como uma homenagem ao trabalho do casal. Em 28 de outubro de 2017, a "Square Odette et Moussa Abadi" foi inaugurada em Nice em reconhecimento ao seu trabalho.